# Hans Ulrich Gumbrecht
Hans Ulrich Gumbrecht   (Würzburg, 15 de juny de 1948) és un teòric literari estatunidenc d'origen alemany el treball del qual abasta des de la filologia i la filosofia, passant per la història literària i cultural fins a les epistemologies d'allò quotidià. Professor de la Universitat Stanford des de 1989, ocupa la càtedra Albert Guérard com a professor en els Departaments de Literatura Comparada i Francès i Italià en la Divisió de Literatures, Llengües i Cultures de Stanford; també col·labora en els Departaments d'Estudis Alemanys, Cultures Ibèriques i Llatinoamericanes, i en el Programa de Pensament i Literatura Moderna de l'esmentada universitat.
Gumbrecht va estudiar llengües romàniques i filologia alemanya, filosofia i sociologia a Munic, Ratisbona, Salamanca, Pavía i Constança. Va ser doctorat a la Universitat de Constança l'any 1971 i en l'actualitat és professor al Departament de Literatura Comparada de la Universitat Stanford.
L'obra de Gumbrecht aborda les literatures francesa, espanyola, portuguesa i alemanya i la filosofia des de la Modernitat fins a l'actualitat. El seu pensament incorpora una mirada transdisciplinar, que combina la recerca històrica, filològica, estètica i filosòfica. És conegut per col·laborar al Geschichtliche Grundbegriffe editat per Reinhart Koselleck, i pel seu treball sobre la tradició filosòfica occidental, la materialitat de la presència, les formes d'experiència estètica i els símptomes del canvi de cronotop del present ampli. Gumbrecht, a més, és un poliglota, que parla fluidament alemany, anglès, francès, italià, portuguès i espanyol.

## Premis
El 18 d'abril de 2012 va ser guardonat amb el Premi Mundial d'Educació José Vasconcelos.